# USA Pro Challenge 2015
De 5e editie van de USA Pro Challenge vond in 2015 plaats van 17 tot en met 23 augustus. De rittenkoers van zeven dagen in Colorado startte dit jaar in Steamboat Springs om later, net als vorig jaar, de ronde af te sluiten in Denver. De ronde maakte deel uit van de UCI America Tour 2015, en had categorie 2.HC. Tejay van Garderen, titelverdediger en tevens ook winnaar van de editie in 2013 zou alvast niet zijn titel verlengen. In 2015 ging de eindzege naar Rohan Dennis, die ook twee etappes won.

## Deelnemende ploegen
In totaal namen zestien ploegen deel. Hieronder vier World Tour-ploegen, vier ProContinentale-ploegen en acht Continentale teams. 
UCI WorldTeams
- Team Cannondale-Garmin
- BMC Racing Team
- Trek Factory Racing
- Tinkoff Saxo

UCI Professional Continental Teams
- Caja Rural-Seguros RGA
- Drapac Professional Cycling
- Team Novo Nordisk
- Unitedhealthcare Professional Cycling Team

UCI Continental Teams
- Axeon Cycling Team
- Team Budget Forklifts
- Cycling Academy Team
- Hincapie Sportswear Development Team
- Jamis-Hagens Berman
- Jelly Belly Maxxis
- Optum Kelly Benefit Strategies
- Team SmartStop

## Etappe-overzicht
| etappe | datum       | start                     | finish                    | type                | afstand | winnaar          | klassementsleider |
| ------ | ----------- | ------------------------- | ------------------------- | ------------------- | ------- | ---------------- | ----------------- |
| 1e     | 17 augustus | Steamboat Springs Circuit | Steamboat Springs Circuit | Heuvelrit           | 156 km  | Taylor Phinney   | Taylor Phinney    |
| 2e     | 19 augustus | Steamboat Springs         | Arapahoe Basin            | Bergrit             | 186 km  | Brent Bookwalter | Brent Bookwalter  |
| 3e     | 20 augustus | Copper Mountain Resort    | Aspen                     | Bergrit             | 163 km  | Kiel Reijnen     | Brent Bookwalter  |
| 4e     | 21 augustus | Aspen                     | Breckenridge              | Bergrit             | 203 km  | Rohan Dennis     | Rohan Dennis      |
| 5e     | 22 augustus | Breckenridge              | Breckenridge              | Individuele tijdrit | 14 km   | Rohan Dennis     | Rohan Dennis      |
| 6e     | 23 augustus | Loveland                  | Fort Collins              | Heuvelrit           | 165 km  | Roman Kreuziger  | Rohan Dennis      |
| 7e     | 24 augustus | Golden                    | Denver                    | Vlakke rit          | 110 km  | John Murphy      | Rohan Dennis      |

 Ronde van San Luis ·
 Ronde van Californië ·
 Ronde van Utah ·
 USA Pro Challenge ·
 Ronde van Alberta